# Coll de Pradell (Vallcebre)
El coll de Pradell és un port de muntanya a 1.735 metres d'alçada sobre el nivell del mar que fa de divisòria entre la Serra d'Ensija i els Cingles de Costafreda, separant les valls del torrent del Coll de Pradell, tributari del Torrent de Bosoms, i aquest del Riu de Saldes, a la conca del Llobregat; i del torrent de l'Aigua Salada, tributari del Riu de Saldes, a la conca del Llobregat.
Fa de límit dels municipis de Vallcebre i Saldes a l'Alt Berguedà.

## Accés
Carretera
Accessible fins al mateix coll, per un camí rural pavimentat que creua el coll. Presenta tancament d'accés per limitar el pas durant la mobilitat hivernal.
Senderisme
No hi passen camins de gran recorregut, o de petit recorregut.

## Ciclisme
Era un port força desconegut pel món del ciclisme, ja que mai s'hi havia pujat en cap cursa ciclista, fins a la Volta Ciclista a Catalunya del 2024.
Recorregut
Té una llargada de 15,3 km al 6,6% si es puja des de Guardiola de Berguedà. Els primers 9 quilòmetres no són de gaire desnivell, però en els últims sis quilòmetres té un pendent mitjà de gairebé l'11% i amb un pendent màxim del 24% en un tros encimentat després de passar una zona de pícnic on hi ha el llac Tumí i l'antiga mina Tumí submergida. Hi ha dos vessants més, un que es puja des de Saldes, amb 9 km al 4,5% i un altre de 17 km al 6,7% passant primer el coll de Fumanya que són 12 km al 8,5%, i després hi ha una baixada de dos quilòmetres i s'enllaça amb els tres últims quilòmetres del port per la zona de Vallcebre.

## Activitats primàries
La zona va ser un important centre de mineria, amb extraccions de carbó:
- amb mines subterrànies. L'explotació “Enriqueta” (1936-1955), i la “Mina nova” (1949-1962).[3]
- i a cel obert. Durant les dècades dels anys 70 i dels 80 del segle xx.

Actualment no hi ha activitat i l'entorn natural està en recuperació.